# R255公路 (俄羅斯)
R255公路，又称西伯利亚公路（Сибирь），原編號M35，是俄羅斯的一條幹線公路，連接新西伯利亞和伊爾庫茨克，全長1,860公里。為泛亞公路AH6的一部分。

## 沿途主要城市
- 新西伯利亞
- 克麥羅沃
- 克拉斯諾亞爾斯克
- 伊爾庫茨克